# Mircea Chelaru
Mircea Chelaru (n. 3 iulie 1949, Rediu Tătar, Iași, România) este un general în retragere, fost director în SRI după 1990, condamnat la 3 ani cu suspendare în dosarul „case pentru generali.” A pierdut definitiv procesul în care cerea revizuirea deciziei de condamnare la 3 ani de închisoare cu suspendare, la care a fost condamnat în 2016.
În 2024, a fost ales membru al Senatului României din partea partidului Alianța pentru Unirea Românilor (AUR).

## Biografie
Mircea Chelaru s-a născut la data de 3 iulie 1949, în comuna Rediu (județul Iași). În anul 1964 se înscrie la Liceul Teoretic „Vasile Alecsandri” din Iași, însă în anul următor se transferă la Liceul Militar „Ștefan cel Mare” din Câmpulung Moldovenesc, ale cărui cursuri le va absolvi în anul 1967 ca șef de promoție.
A absolvit apoi cursurile Școlii Superioare de Ofițeri Activi "Nicolae Bălcescu” din Sibiu, arma infanterie  și Facultatea de Arme Întrunite din cadrul Academiei Militare, (1976). În anul 2000, obține titlul științific de doctor în Științe militare.
După absolvirea școlii de ofițeri cu gradul de locotenent, îndeplinește funcții de comandă și stat major în unități și mari unități ale armatei. Cariera militară o începe în funcția de comandant de pluton la Regimentul 30 Gardă (1970–1972), fiind numit apoi ca adjutant al primului adjunct al ministrului apărării naționale și șef al Marelui Stat Major, general-colonel Gheorghe Ion (1972–1974). În anul 1974 este avansat la gradul de locotenent major .
Revenit după doi ani de studii la Academia Militare, este numit în funcția de comandant de batalion la Regimentul 30 Gardă (1976-1978), fiind avansat la gradul de căpitan în mod excepțional (1977).
Devine apoi ofițer de stat major, îndeplinind funcțiile de ofițer 2 în Biroul 1 Operații din Secția Operații a Direcției Operații din Marele Stat Major (1978–1981), șef de stat major la Regimentul 2 Mecanizat (1981–1985), ofițer 2 la statul major al Diviziei 1 mecanizată (șef de stat major anexa „D”) (1985–1987) și apoi șef al Biroului Operații și Pregătire de Luptă la Divizia 1 Mecanizată (1987–1989). În această perioadă este avansat la gradele de maior (1983), locotenent-colonel (1989) și colonel, înainte de termen (1990).
În perioada august 1989 – martie 1990, locotenent-colonelul Mircea Chelaru este șef al cercetării (informațiilor) la Divizia 57 Blindate. În martie 1990, a fost trimis de Statul Major General la Târgu Mureș, unde a organizat și condus intervenția armatei în evenimentele de acolo, reproșându-i-se de către unii că nu a intervenit pentru detensionarea conflictului.
După ce în anul 1990 a fost detașat ca director al Diviziunii III de contraspionaj (cu atribuții în supravegherea activităților iredentiste) la Serviciul Român de Informații, în perioada 1990-1993 a lucrat ca atașat militar aero și naval al României în Iordania.
Începe apoi o carieră didactică în cadrul Academiei de Înalte Studii Militare, fiind șef al cursurilor postacademice (1993–1995) și șeful (decanul) Colegiului Superior de Stat Major (1995–1997). În această perioadă și ulterior a urmat Colegiul de Studii Strategice și Economice de Apărare din cadrul en, Germania (1994), Cursul de Drept al Conflictelor Armate la Institutul Internațional pentru Dreptul Războiului de la San Remo (1995), Cursul de Apărare Interarme „Noul Parteneriat pentru Menținerea Păcii – SHAPE" din Oberammergau, Germania (1996), Cursul de Cooperare Interdisciplinară „Noul Parteneriat pentru menținerea păcii în acțiune” – Centrul Person B. Lester din Halifax, Canada (1996) și Colegiul Național de Apărare din București (2000).
La data de 12 septembrie 1997, colonelul Mircea Chelaru este numit în funcția de comandant al Corpului 10 Armată „Ștefan cel Mare” din Iași (1997–2000), în locul generalului Viorel Cheptine. El a fost înaintat la gradul de general de brigadă (cu 1 stea) la 27 noiembrie 1997, și apoi la gradul de general de divizie (cu 2 stele) începând cu 1 decembrie 1999.
La scurtă vreme după numire, în 17 decembrie 1997, el face declarații belicoase la adresa Armatei a XIV-a din Transnistria. După afirmațiile sale, Armata a XIV-a este un fel de pisică care se arată șoricelului din borcan, ca acesta să moară de infarct. Suntem în stare ca, în zece ore, să facem față la două Armate a XIV-a. A fost chemat la București pentru a da explicații. În replică, comandantul Armatei a XIV-a, Valeri Evnevici, i-a replicat, „Acest general știe prost istoria. Tot acest corp de armată și iubitorii săi de motani nu înseamnă o problemă pentru armata rusă. Sfătuiți-l pe acest general să învețe istoria. Așa o să aibă mai puține probleme”.
În octombrie 1999, generalul Chelaru suferă un grav accident de circulație în urma căruia a suferit leziuni cranio-cerebrale și toracice. La Iași, el s-a făcut remarcat prin faptul că a cerut, în 1999, Consiliului Local Iași să permită ridicarea chiar în fața garnizoanei din Copou a busturilor celor trei mareșali ai României - Ion Antonescu, Constantin Prezan și Alexandru Averescu. Ca urmare a protestelor comunității evreilor din Iași și a mai multor intelectuali ieșeni, în locul bustului lui Antonescu pe Copou a apărut bustul regelui Ferdinand I.

## Șef al Statului Major General
Generalul de divizie, Mircea Chelaru a fost numit la data de 15 februarie 2000 în funcția de șef al Marelui Stat Major al Armatei Române . Începând cu data de 25 octombrie 2000, a fost înaintat la gradul de general de corp de armată (cu 3 stele) .
La data de 27 octombrie 2000, el a susținut o conferință de presă în care a afirmat că Consiliul Suprem de Apărare a Țării (CSAT) urmărește și protejează activitatea grupărilor mafiote din Dobrogea și Oltenia, contribuind astfel la „enclavizarea României". De asemenea, el a susținut că există o ipotetică amenințare internă la adresa securității naționale, urmărind desprinderea Dobrogei de România și care ar necesita o ripostă militară. Tot el a sugerat în declarațiile sale că „restructurarea Armatei de dragul intrării în NATO este o formă de reconstituire a unui control autoritar în România”.
La data de 31 octombrie 2000, generalul de corp de armată Mircea Chelaru și-a înaintat demisia din funcția de șef al Marelui Stat Major al Armatei Române, aceasta fiind acceptată . A îndeplinit apoi funcția de director al Centrului de Studii Strategice de Securitate.

## Trecerea sa în rezervă
La data de 1 iunie 2001, generalul Chelaru a participat la comemorarea a 55 de ani de la moartea mareșalului Ion Antonescu, ceremonie care a avut loc în curtea bisericii „Sfinții Împărați Constantin și Elena" (ctitorită de Ion și Maria Antonescu) unde a fost dezvelit un bust de bronz și marmură al mareșalului și la care a fost prezent și președintele PRM, Corneliu Vadim Tudor.
El a fost convocat în fața Consiliului de Judecată al MApN pentru încălcarea principiului neimplicării politice a militarilor. Printr-un comunicat de presă, Ministerul Apărării a afirmat că „se disociază de opiniile neconforme cu aprecierea comunității internaționale și declară că nu va tolera nici o manifestare contrara acestei judecăți în cadrul armatei. (...) Este regretabil că asemenea gesturi individuale, care au legătură cu o personalitate ale cărei acțiuni au fost condamnate de comunitatea internațională, umbresc eforturile colective depuse de întreaga armată pentru materializarea obiectivului național de integrare în NATO și UE”.
El s-a apărat printr-o declarație telefonică făcută ziarului „Evenimentul Zilei", în care a afirmat următoarele: "În primul rând că acolo nu a fost o activitate politică. Eu am primit o invitație, ca orice cetățean și enoriaș, din partea Parohiei Parcului Călărașilor, personal de la preotul paroh dr. Dumitru Radu, bun prieten și confesorul meu. Eu sunt enoriașul acestei parohii întrucât locuiesc pe Str. Traian și, în fiecare duminică, particip la slujbă acolo. Eu nici nu am rămas la partea a doua a slujbei, care privea dezvelirea bustului mareșalului-ctitor al bisericii, nu pentru că nu aș fi vrut, ci pentru că trebuia să plec de urgență. Între timp, a venit dl Vadim Tudor cu Ilie Ilașcu și s-a creat foarte multă îngrămădeală acolo. A vorbit numai preotul și dl Constantin Drăgan, care nu a făcut altceva decât să spună că, din păcate, personalitatea mareșalului nu este suficient de bine cunoscută. În clipa aceea, eu am plecat… dar, mai înainte, nu puteam să mă enclavizez fata de aceste personalități. Consider că s-a făcut un atentat violent asupra imaginii mele publice, fapt pentru care trebuie să reacționez oportun și voi pune la dispoziția presei un comunicat prin care voi da explicații în legătură cu participarea mea ca enoriaș, în civil, la slujba de duminică“. 
La data de 4 iunie 2001, generalul de corp de armată, Mircea Chelaru a cerut trecerea sa în rezervă, printr-o scrisoare adresată președintelui Emil Constantinescu, publicată în revista "România Mare”. În acea scrisoare a afirmat: „(...)În ultima perioadă, mai exact începând cu anul 1996, am constatat cu mâhnire o depreciere gravă a stării Armatei Române, față de care s-au formulat o succesiune de soluții declarative, cu puternic mesaj politic, dar fără acoperire în plan pragmatic, operațional. (...) Încercările subsemnatului de a readuce în prim-plan valorile de tradiție, și, în principal, mentalul credinței în victorie, s-au izbit de toate aceste vicisitudini impardonabile. Prin toată ființa mea m-am opus, în stilul care-mi caracterizează personalitatea, unor asemenea stări de fapt, prin metode cvasiradicale, care, din păcate, nu au avut efectul preconizat. Evenimentele din octombrie 2000 care m-au determinat să-mi ofer demisia din funcția de șef al Statului-Major General au fost secundate de incriminări insinuante, perfid ticluite, cu trimiteri sugerate la consecințe grave, care m-au găsit fără resursa logică și psihică de a le înțelege și a le mai contracara din interiorul instituției, ca militar activ”.
Generalul de corp de armată Mircea Chelaru a fost trecut în rezervă la data de 7 iunie 2001 , la cerere. Printr-un decret prezidențial din data de 29 octombrie 2008, a fost înaintat în gradul de general cu patru stele în rezervă .
El este membru fondator al Fundației „Pro Patria”, Fundației Colegiului Național de Apărare, Asociației Euro-Atlantice „Manfred Wörner” și al Asociației „Mișcarea Națională Română”. De asemenea, este membru fondator și primul Președinte de Onoare al Asociației „George C. Marshall – România” din anul 2000. În perioada 1996-1999, a fost redactor-șef al  Revistei „STRATEGII XXI”.

## Activitatea politică
Generalul în rezervă Chelaru s-a înscris în 2002, în Partidul Unității Națiunii Române (PUNR). A fost ales la data de 16 martie 2002 în funcția de Președinte al Consiliului Național al PUNR, iar pe 11 mai 2002 devine președintele partidului.
În urma fuziunii prin absorbție a PUNR cu Partidul Conservator, ce a avut loc pe 19 ianuarie 2006, Mircea Chelaru devine vicepreședinte al PC. Conform unei decizii a Biroului Politic al Partidului Conservator din 17 aprilie 2007, adoptată cu majoritate de voturi, generalul (r) Mircea Chelaru a fost exclus din partid, alături de Codrin Ștefănescu, secretar general adjunct al PC, conducerea partidului considerându-i vinovați de încercarea de destabilizare a formațiunii. După cum a declarat Dan Voiculescu, președintele Partidului Conservator, „cei doi și-au exprimat în presă puncte de vedere personale despre partid, fără a le discuta în interiorul acestuia. Noi preferăm ca rufele murdare să fie spălate în interiorul partidului și nu în presă”.
Chelaru face parte din Comisia de control a activității SIE.

### Senator (2024–prezent)

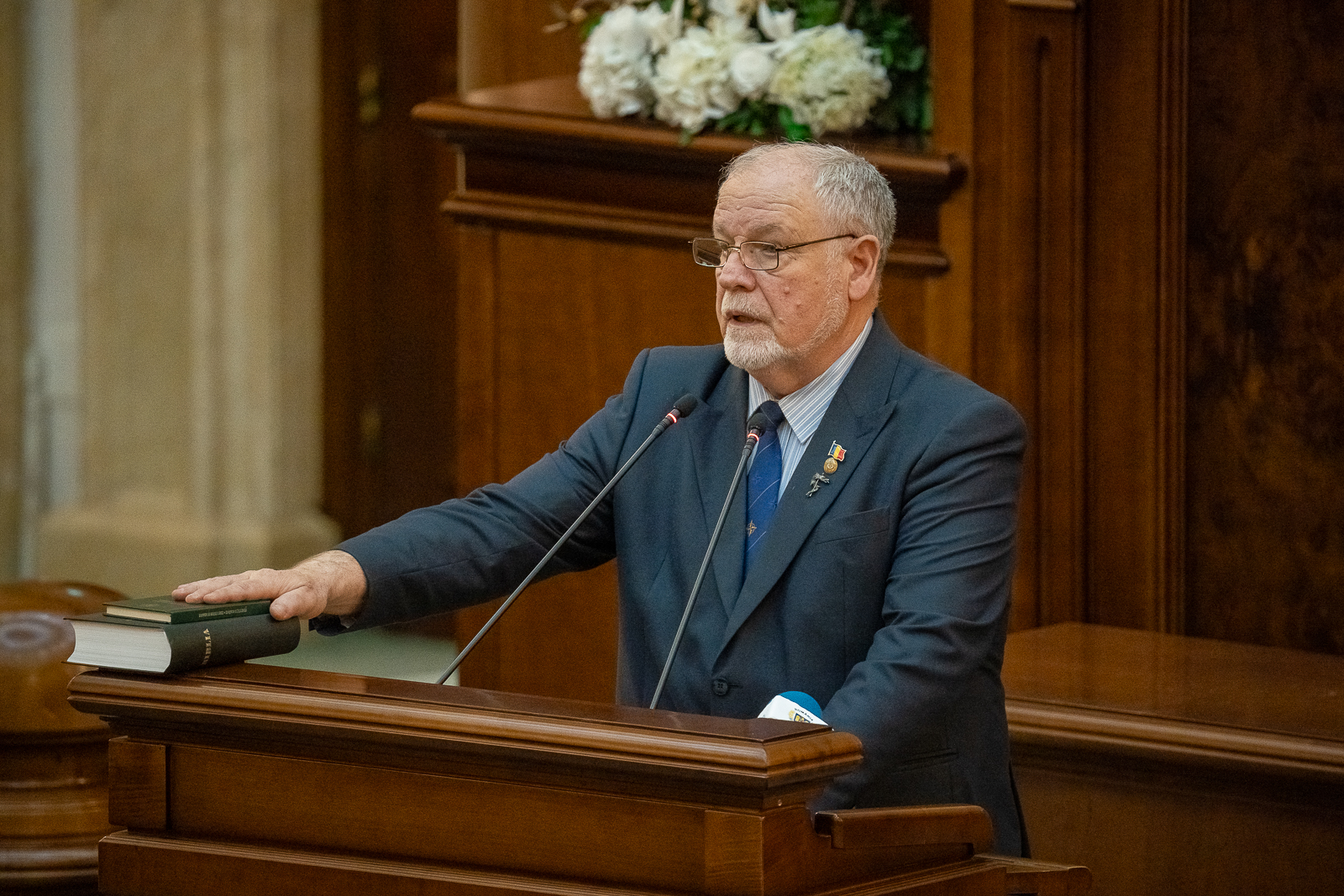
Chelaru depunând jurământul în Senat, 21 decembrie 2024

În urma alegerilor parlamentare din 2024 pe 1 decembrie, Chelaru a fost ales membru al Senatului României în județul Argeș din Alianța pentru Unirea Românilor, preluând mandatul pe 21 decembrie.

## Opinii politice și profesionale, apariții publice și luări de poziție

### Despre Revoluția din decembrie 1989
„Revoluționarii au crezut, în profunzimea lor, că fac revoluție, fără să știe despre lovitura de stat. Conspiratorii au fost convinși că a fost o lovitură de stat, fără că creadă că a fost o revoluție. Acest concubinaj a generat în final unul dintre cele mai ordinare compromisuri după 1989. Ne-a făcut să ratăm cea mai importantă revoluție, și anume cea morală a poporului român .”—Mircea Chelaru

### Despre politică
Invitat la OTV în emisiunea Dan Diaconescu Direct, avându-l ca interlocutor pe Dan Diaconescu.

## Controverse
Pe 27 ianuarie 2016 Curtea de Apel București l-a condamnat definitiv pe Mircia Chelaru la 3 ani închisoare cu suspendare pentru abuz în serviciu.

## Lucrări publicate
Generalul Mircea Chelaru a publicat peste 100 de articole, participând la mai multe comunicări științifice și conferințe interne și internaționale. Este autor a două lucrări de lungime:
- O posibilă soluție – Scurt tratat sistemic asupra unei strategii a dezvoltării și securității României
- Relația politică-strategie – eseu